# Loknyzja
Loknyzja (ukrainisch Локниця; russisch Локница/Lokniza, polnisch Łoknica) ist ein Dorf in der Westukraine etwa 21 Kilometer nordöstlich der ehemaligen Rajonshauptstadt Saritschne und 133 Kilometer nördlich der Oblasthauptstadt Riwne am Flüsschen Mlynok (Млинок) gelegen.

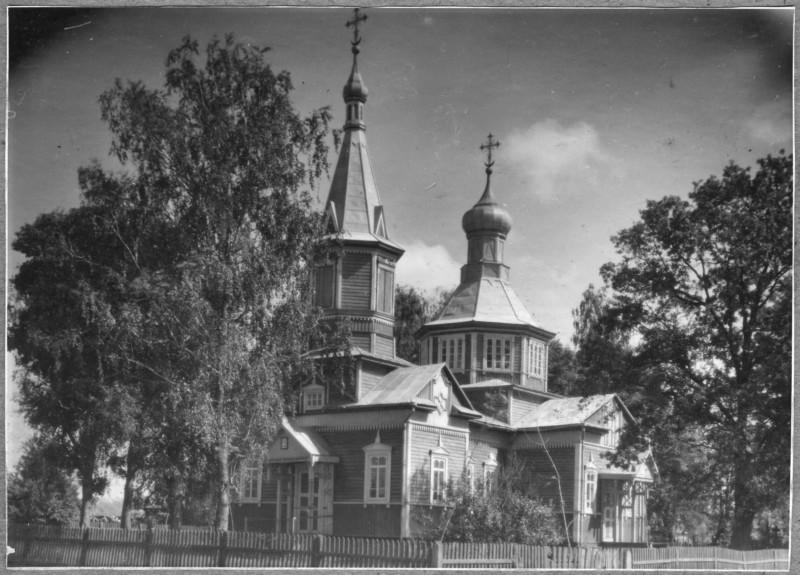
Holzkirche im Ort (1929)

## Geschichte
Der Ort wird 1561 zum ersten Mal schriftlich erwähnt und gehörte dann bis 1793 in der Woiwodschaft Wolhynien zur Adelsrepublik Polen-Litauen. Mit den Teilungen Polens fiel der Ort an das spätere Russische Reich und lag bis zum Ende des Ersten Weltkriegs im Gouvernement Minsk.
Nach dem Ersten Weltkrieg kam der Ort zu Polen (in die Woiwodschaft Polesien, Powiat Pińsk, Gmina Moroczna Wielka), im Zweiten Weltkrieg wurde er zwischen 1939 und 1941 von der Sowjetunion besetzt. Nach dem Überfall auf die Sowjetunion im Juni 1941 wurde er dann bis 1944 von Deutschland besetzt, dies gliederte den Ort in das Reichskommissariat Ukraine in den Generalbezirk Brest-Litowsk/Wolhynien-Podolien, Kreisgebiet Kamen-Kaschirsk.
Nach dem Krieg wurde der Ort der Sowjetunion zugeschlagen. Dort kam das Dorf zur Ukrainischen SSR und seit 1991 ist sie ein Teil der heutigen Ukraine.

## Verwaltungsgliederung
Am 24. Mai 2016 wurde das Dorf zum Zentrum der neugegründeten Landgemeinde Loknyzja (Локницька сільська громада Loknyzka silska hromada). Zu dieser zählen auch noch die 13 Dörfer Dibiwka, Chrapyn, Kotyra, Kutyn, Kutynok, Kuchtsche, Ljubyn, Mlyn, Nobel, Nowosillja, Radowe, Sadowsche und Saoserja, bis dahin bildete das Dorf zusammen mit dem Dorf Chrapyn die gleichnamige Landratsgemeinde Loknyzja (Локницька сільська рада/Loknyzka silska rada) im Westen des Rajons Saritschne.
Am 12. Juni 2020 kamen noch weitere 6 Dörfer zum Gemeindegebiet.
Am 17. Juli 2020 wurde der Ort ein Teil des neugegründeten Rajons Warasch.
Folgende Orte sind neben dem Hauptort Antoniwka Teil der Gemeinde:
| Name                     | Name        | Name                      | Name                     | Name |
| ukrainisch transkribiert | ukrainisch  | russisch                  | polnisch                 |      |
| ------------------------ | ----------- | ------------------------- | ------------------------ | ---- |
| Chrapyn                  | Храпин      | Храпин (Chrapin)          | Chrapin                  |      |
| Didiwka                  | Дідівка     | Дедовка (Dedowka)         | Dziadówka                |      |
| Dubtschyzi               | Дубчиці     | Дубчицы (Dubtschizy)      | Dubczyce                 |      |
| Horynytschi              | Гориничі    | Горыничи (Gorynitschi)    | Horynicze                |      |
| Kotyra                   | Котира      | Котыра                    | Kotera                   |      |
| Kuchtsche                | Кухче       | Кухче (Kuchtsche)         | Kuchcze                  |      |
| Kutyn                    | Кутин       | Кутин (Kutin)             | Kutyń                    |      |
| Kutynok                  | Кутинок     | Кутинок (Kutinok)         | Kutynek                  |      |
| Ljubyn                   | Любинь      | Любынь                    | Lubin                    |      |
| Mlyn                     | Млин        | Млын                      | Młyny Nowe, Nowy Młyn    |      |
| Nobel                    | Нобель      | Нобель                    | Nobel                    |      |
| Nowosillja               | Новосілля   | Новоселье (Nowoselje)     | Nowosiele                |      |
| Prykladnyky              | Прикладники | Прикладники (Prikladniki) | Przykładniki             |      |
| Omyt                     | Омит        | Омыт                      | Omyt                     |      |
| Radowe                   | Радове      | Радово (Radowo)           | Radowle                  |      |
| Sadowsche                | Задовже     | Задолжье (Sadolschje)     | Zadołże-Szpilkowszczyzna |      |
| Saoserja                 | Заозер'я    | Заозёрье (Saosjorje)      | Zaozierje-Zadołże        |      |
| Sentschyzi               | Сенчиці     | Сенчицы (Sentschizy)      | Sieńczyce                |      |